# Пазинич Василь Федорович
Пази́нич Васи́ль Фе́дорович (22 жовтня 1960 р., с. Бобрик Гадяцького р-ну Полтавської обл. (нині Миргородський р-н  Полтавської обл.)) — поет, прозаїк, краєзнавець Сумщини, вчитель фізики та математики. Член Національної спілки письменників України (2006), член Національної спілки журналістів України (1999)

## Життєпис
Рід В. Ф. Пазинича походить з с. Бобрик на Полтавщині. У 1977-му закінчив середню школу в с. Московський Бобрик Лебединського району (нині Лебединська ОТГ Сумського району Сумської області), 1982-го — фізико-математичний факультет Сумського педагогічного інституту (нині Сумський державний педагогічний університет ім. А. С. Макаренка). Живе і працює в с. Московський Бобрик.
Вчитель вищої категорії, відмінник освіти України, виборов першість у 2-му турі (обласному) VI Всеукраїнського конкурсу «Учитель року — 2001» серед вчителів фізики Сумської області. Публікувався в науково-методичному журналі «Фізика в школах України». Автор брошури «Використання українського народного фольклору під час викладання фізики в школі» (1994).
Перші поетичні спроби побачили світ у 1977 році в районній газеті. Далі з'явилися публікації на сторінках обласних та республіканських періодичних видань. Як поет дебютував книгою віршів «Язичеські обійми» (1994). Згодом вийшли його поетичні збірки «03» (2005), «Листопад-Жовтень» (2007), «Від схід сонця» (2010), «Іронічний циклон, або Вигнання бісів» (2007), «Сакви самовидця» (2020) та книга прози «Аговтень» (2010). Є також автором краєзнавчих нарисів  з історії сіл Лебединщини — «Висота 110» (2012) (у співавторстві з Г. П. Камчатним) та «На камені Вічності» (2016) (у співавторстві з М. М. Скрипалем). Неодноразово друкувався в альманахах літераторів Сумщини «Слобожанщина».  Доробок письменника представлений  у книзі «Сумщина. Велика спадщина. Поезія» (2019). Василь Пазинич презентує  свої видання в бібліотеках, музеях, навчальних закладах.
Відомий  український літератор та журналіст Микола Семенович Гриценко так говорить про творчість В. Ф. Пазинича: «Слухаючи-читаючи Василя Пазинича вкотре стверджуюся в думці — якщо ми й збереглися в цій розхристаній цивілізації окремішнім листком на дереві, то завдяки й ось таким поетам. Лавреантні, орденоносні, високопремійні та грантоїдні встигнуть вилиняти на „сонці слави“, а поети з притінених низин залишаться, аби втримати й передати нащадкам справжній дух, смак, глибину, життєствердність українського слова!».

## Відзнаки
Відмінник освіти України
Лауреат Премії Канадського Товариства Приятелів України «За відмінну педагогічну працю» (2006)
Лауреат обласної літературно-краєзнавчо-мистецької премії ім. П. Рудя (2014)

## Творчий доробок
- «Використання українського народного фольклору під час викладання фізики в школі» (1994)
- «Язичеські обійми» (1994)
- «03» (2005)
- «Листопад-Жовтень» (2007)
- «Іронічний циклон, або Вигнання бісів» (2007)
- «Від схід сонця» (2010)
- «Аговтень» (2010)
- «Висота 110» (2012)
- «На камені вічності» (2016)
- «Сакви самовидця» (2020)